# بخش مرکزی شهرستان دشتیاری
بخش مرکزی، یکی از بخش‌های شهرستان دشتیاری در استان سیستان و بلوچستان ایران است. مرکز این بخش، شهر نگور است.

## جمعیت
بر پایه سرشماری عمومی نفوس و مسکن در سال ۱۳۹۵، جمعیت بخش مرکزی شهرستان دشتیاری برابر با ۴۵٬۱۶۳ نفر بوده‌است.